# 清江镇 (金堂县)
清江镇，是中华人民共和国四川省成都市金堂縣曾经下辖的一个镇。2019年12月，撤消清江镇，所属行政区域划为官仓街道的行政区域。

## 行政区划
清江镇撤销前下辖以下地区：
双江社区、花牌坊村、新水碾村、荣华村和双堰村。